# Renault Traktor GP
Renault Traktor GP war der erste Traktor von Renault Agriculture, der ehemaligen Traktorensparte des französischen Automobilherstellers Renault. Vom Modell, das einen Vierzylindermotor mit 4536 cm³ Hubraum hatte, wurden ungefähr 425 Exemplare produziert.